# Irja Hagfors

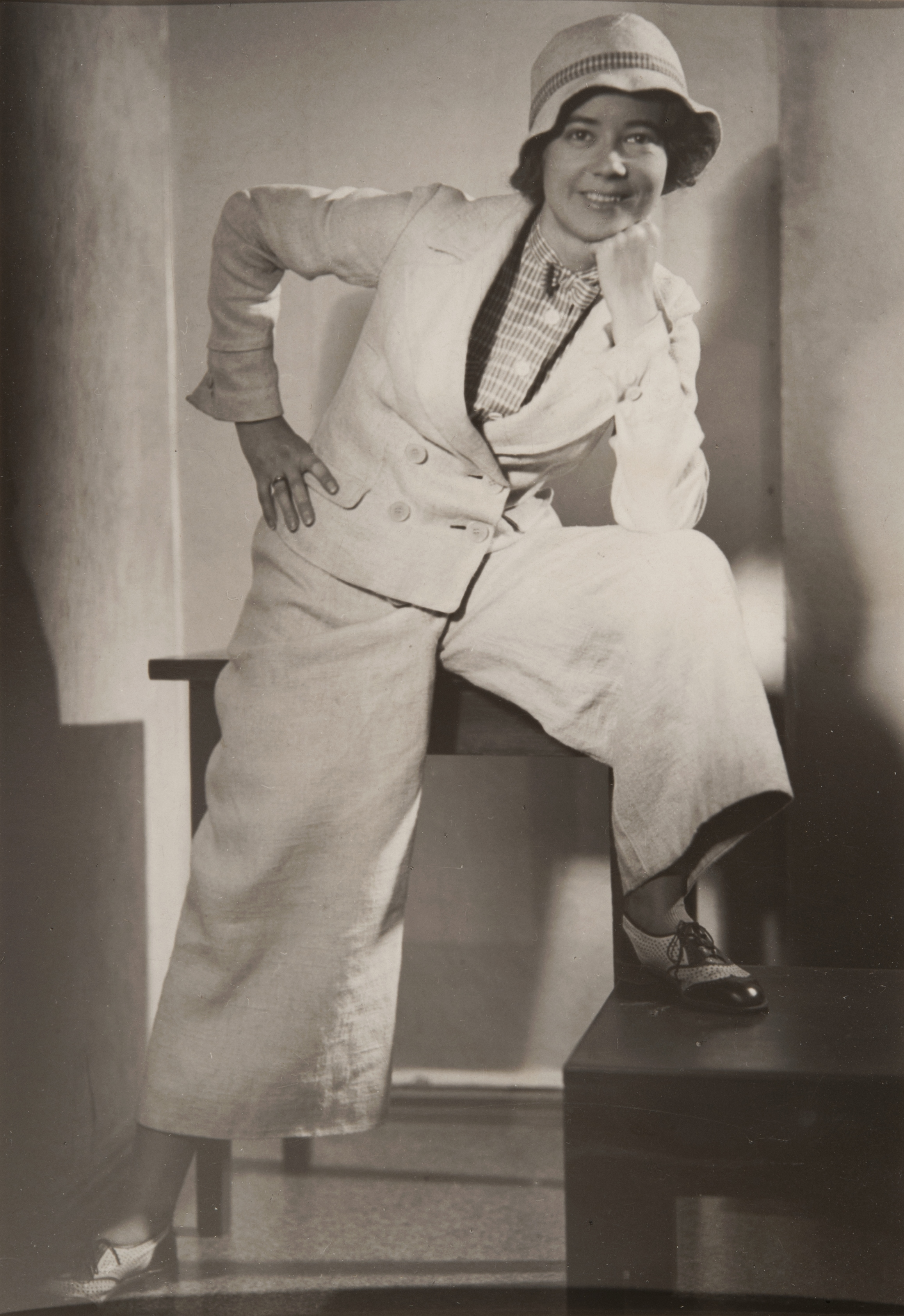
Irja Hagfors.

Irja Margareta Hagfors, född 4 november 1905 i Helsingfors, död där 28 februari 1988, var en finländsk dansare, koreograf, danspedagog och danskritiker. 
Efter studier för bland andra Maggie Gripenberg, Ester Naparstok och George Gé samt avlagt diplom vid Hellerau-Laxenburg-institutet i Tyskland 1926–1928 hade Hagfors 1929–1939 engagemang vid scener i Tyskland och Schweiz. Hon turnerade i Europa, USA och Kanada 1931–1932 och 1937–1939 med Harald Kreutzbergs och Trudi Schoops ensembler. Hon koreograferade miniatyrbaletter samt helaftonsbaletten Karin Månsdotter (1962). Hon verkade som balettpedagog i Helsingfors 1946–1963 och som danskritiker vid Uusi Suomi 1944–1948 samt Vapaa Sana och Kansan Uutiset 1948–1982. Hon tilldelades Pro Finlandia-medaljen 1969.